# Pi Pupídeos
O fenômeno dos Pi Pupídeos, por vezes referido apenas como Pupídeos ou Pupidas, consiste numa chuva de meteoros cujo radiante está localizado próximo da estrela π Puppis na constelação da Popa.

## Observação
Associado ao cometa periódico 26P/Grigg-Skjellerup, apresenta atividade máxima em 23-24 de abril       e pode ser observado entre os dias 15 e 28 de abril.   É uma chuva tipicamente exígua, cuja taxa horária zenital não ultrapassa os 40 meteoros  mesmo nos anos coincidentes com a passagem do 26P/Grigg-Skjellerup pelo periélio, que ocorre de cinco em cinco anos, e irregular, com longos intervalos sem apresentar qualquer atividade. 